# Escopelisme
L'escopelisme és l'acció que consisteix a col·locar grans pedres grosses als camps cultivables com a senyal d'amenaça per a impedir-ne el conreu". És una tradició àrab. La tradició de l'escopelisme prové de la creença en la màgia perquè era considerada un encanteri. És considerat un delicte, que al Código de Jurisprudência natural do género humano (1772-1777) és considerat un delicte extraordinari emmarcat dins del dret natural.
La tradició ha consistit en col·locar pedres d'una determinada manera i pronunciar un encanteri. El sòl, per efecte de l'encanteri, hauria de quedar paralitzat fent-lo estèril i si algú tractara de desfer l'encanteri seria sotmès a una mort violenta i ràpida. Els agricultors trobaren un bloqueig de l'encanteri, anomenat la "femta del sacerdot".

## Història
Ha sigut una pràctica des de l'antiguitat per part dels pastors contra els agricultors. Durant l'edat mitjana continuà fent-se malgrat les penalitzacions a les quals podien ser sotmesos que arribaven a ser la pena capital.
El delicte apareix en el dret romà com a amenaça simbòlica, dins dels delictes contra la llibertat. Posteriorment, ha sigut objecte de recerca jurídica.
S'ha registrat una versió marítima de l'escopelisme a França durant l'inici del segle xix.